# Arquidiócesis de Rosario
La arquidiócesis de Rosario (en latín: Archidioecesis Rosariensis) es una circunscripción eclesiástica de la Iglesia católica en Argentina. Se trata de una arquidiócesis latina, sede metropolitana de la provincia eclesiástica de Rosario. Desde el 4 de julio de 2014 su arzobispo es Eduardo Eliseo Martín.

## Territorio y organización

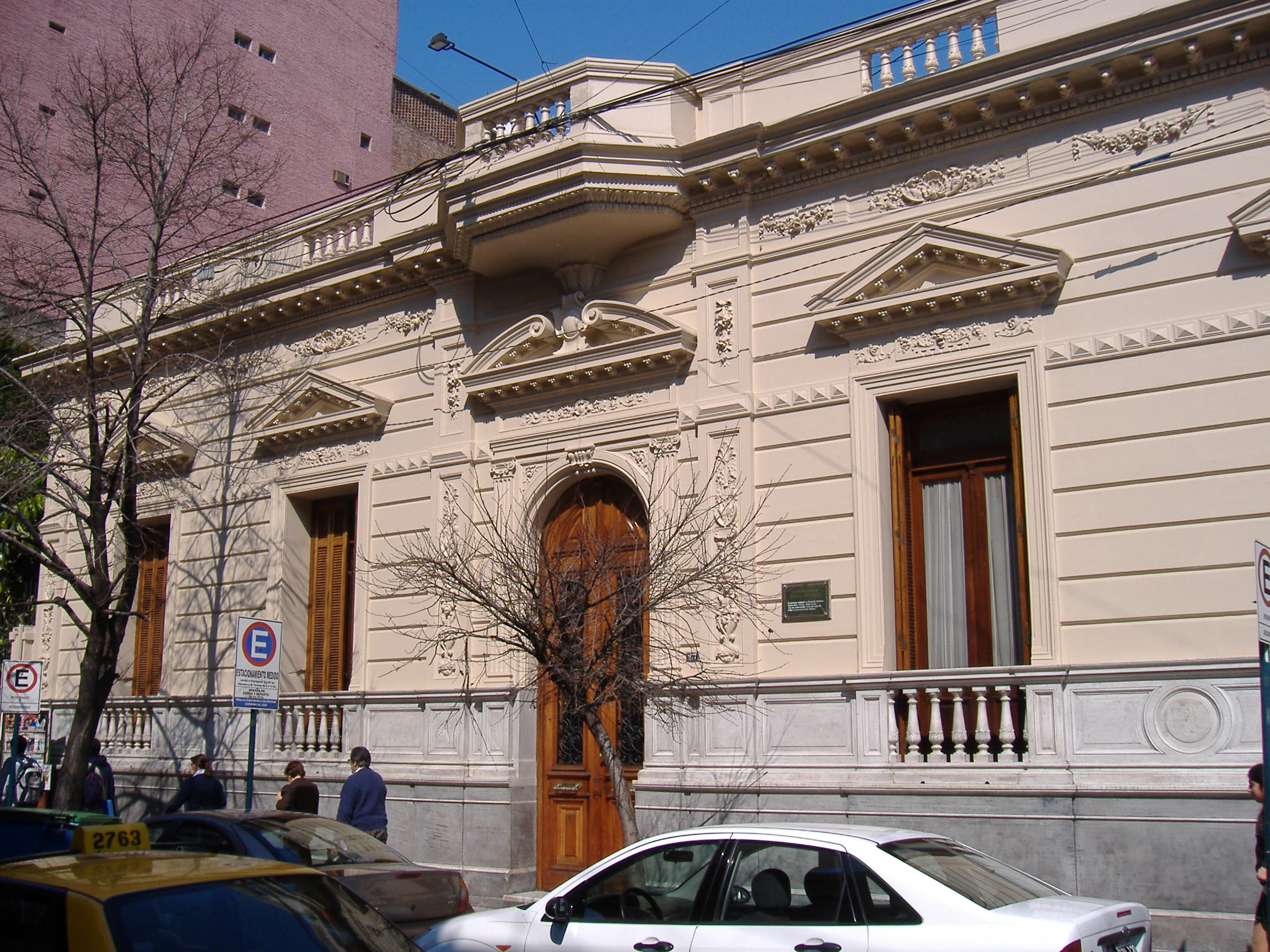
Edificio del arzobispado de Rosario

La arquidiócesis tiene 13 500 km² y extiende su jurisdicción sobre los fieles católicos de rito latino residentes en la provincia de Santa Fe en los 4 departamentos de: Belgrano, Iriondo, Rosario, San Lorenzo y parte de los departamentos de Caseros y de Constitución.

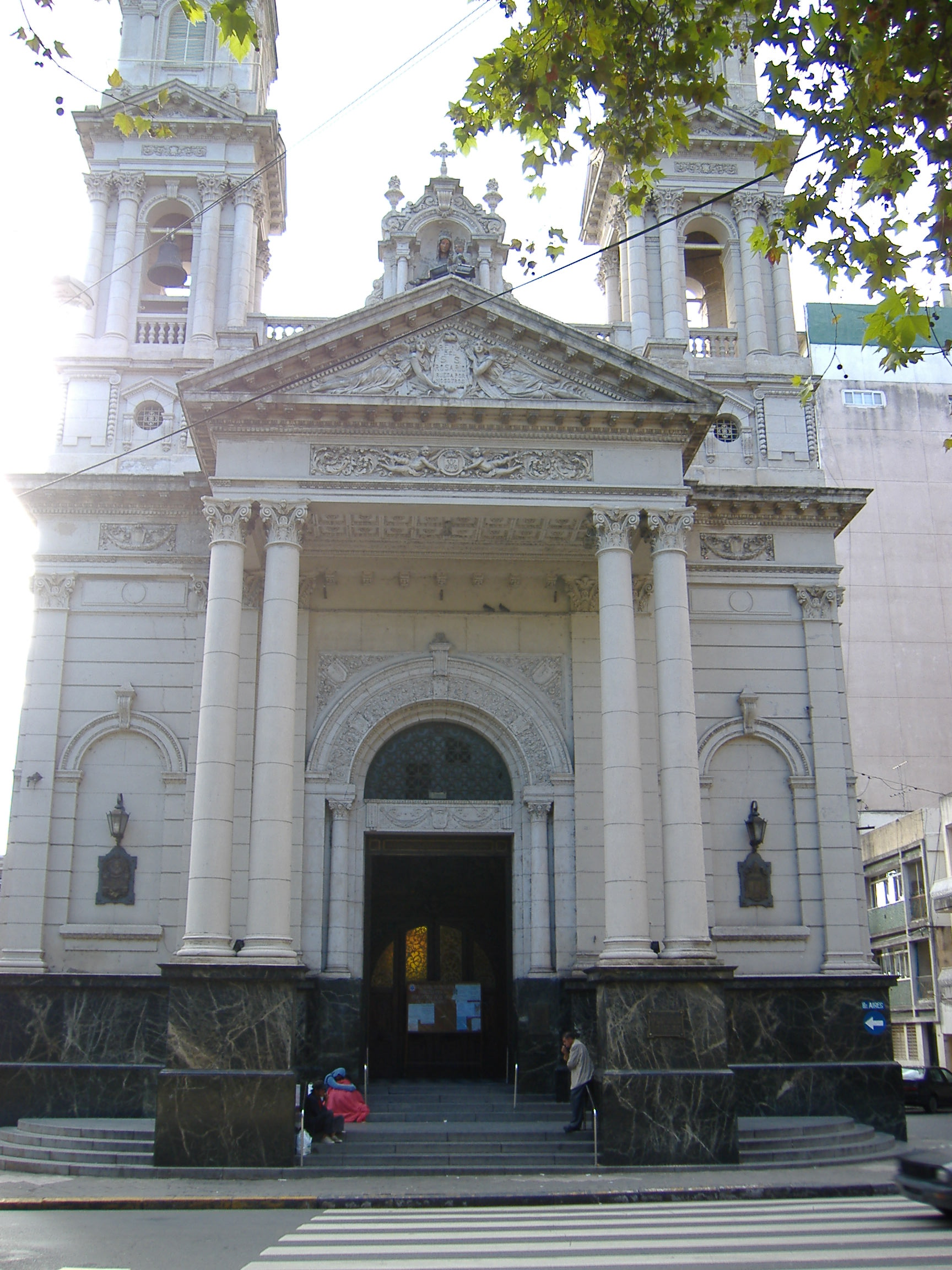
Vista de la basílica catedral de Nuestra Señora del Rosario

La sede de la arquidiócesis se encuentra en la ciudad de Rosario, en donde se halla la Catedral basílica de Nuestra Señora del Rosario, la basílica menor de San José y la basílica menor y santuario de Nuestra Señora de Lourdes.
La arquidiócesis tiene como sufragáneas a las diócesis de: San Nicolás de los Arroyos y Venado Tuerto.
En 2020 en la arquidiócesis existían 125 parroquias.

## Historia
La diócesis de Rosario fue erigida el 20 de abril de 1934 con la bula Nobilis Argentinae nationis del papa Pío XI separando territorio de la arquidiócesis de Santa Fe (hoy arquidiócesis de Santa Fe de la Vera Cruz), de la que originalmente fue sufragánea.

Apostolicae potestatis plenitudine, ea quae sequuntur statuimus ac decernimus: Decem novas dioeceses in Republica Argentina erigimus et constituimus, scilicet: (...) Rosariensem (...) Dioecesis Rosariensis, cuius territorium e dioecesi S. Fidei in America Meridionali avellimus, has quae sequuntur paroecias saeculares complectetur: Armstrong, Las Rosas, Montes de Oca, Arequito, Arteaga, Casilda, Chabas, Chañar Ladeado, Los Quirquinchos, San José de la Esquina, Bigand, Alcorta, Constitución, Paz, Santa Teresa, Carmen, Elortondo, Firmat, Lazarino, Magiolo, Rufino, San Urbano, Venado Tuerto, Villa Cañés, Cañada de Gómez, Correa, Froilán Palacios, Santa Teresa (Totoras), Serodino, Villa Eloísa, Acebal, Pérez, Pueblo Aguirre, N. S. del Rosario, Santa Rosa, San José, La Concepción, San Antonio, N. S. de Lourdes, N. S. De La Guardia, N. S. de la Merced, Barrio Belgrano, Alberdi, Carcarañá, Roldán, Zavalla; nec non has paroecias regulares: Aarón Castellanos, San Gregorio, Alvarez, Villa Diego, I. Corazón de Maria, Maria Auxiliadora, N. S. del Perpetuo Socorro, San Francisco Solano, San Miguel, San Lorenzo. In urbe vero Rosario sedem episcopalem constituimus et cathedram in ecclesia matrici B. M. V. a Ssmo Rosario dicata, usquedum altera habeatur aptior ecclesia.
Parte de la bula Nobilis Argentinae nationis

El primer obispo fue Antonio Caggiano, elevado a la dignidad episcopal, mientras a su vez era canciller general de la Acción Católica Argentina.
El 5 de julio de 1947 como consecuencia de la bula Ut in cathedralibus del papa Pío XII se estableció el capítulo de la catedral.
El 2 de septiembre de 1954, con la carta apostólica Quae nobis, el papa Pío XII proclamó a la Santísima Virgen María del Santísimo Rosario como patrona principal de la diócesis y de la ciudad episcopal.
El 12 de agosto de 1963 cedió una parte de su territorio para la erección de la diócesis de Venado Tuerto y al mismo tiempo fue elevada al rango de arquidiócesis metropolitana con la bula Summorum Pontificum del papa Pablo VI.
El 7 de octubre de 1966 (día de la festividad de Nuestra Señora del Rosario), el papa nombró a Rosario Ciudad de María y designó a la catedral como basílica menor.

## Estadísticas
Según el Anuario Pontificio 2021 la arquidiócesis tenía a fines de 2020 un total de 1 817 000 fieles bautizados.
| Año                                                                             | Población            | Población | Población      | Sacerdotes | Sacerdotes    | Sacerdotes    | Bautizados por sacerdote | Diáconos permanentes | Religiosos | Religiosos | Parroquias |
| Año                                                                             | Bautizados católicos | Total     | % de católicos | Total      | Clero secular | Clero regular | Bautizados por sacerdote | Diáconos permanentes | Varones    | Mujeres    | Parroquias |
| ------------------------------------------------------------------------------- | -------------------- | --------- | -------------- | ---------- | ------------- | ------------- | ------------------------ | -------------------- | ---------- | ---------- | ---------- |
| 1950                                                                            | 900 000              | 944 400   | 95.3           | 227        | 106           | 121           | 3964                     |                      | 172        | 725        | 75         |
| 1964                                                                            | 1 000 001            | 1 030 000 | 97.1           | 270        | 131           | 139           | 3703                     |                      | 245        | 730        | 81         |
| 1970                                                                            | 1 150 000            | 1 250 000 | 92.0           | 261        | 121           | 140           | 4406                     |                      | 200        | 800        | 97         |
| 1976                                                                            | 1 275 877            | 1 367 550 | 93.3           | 254        | 107           | 147           | 5023                     | 1                    | 184        | 700        | 112        |
| 1980                                                                            | 1 418 000            | 1 519 000 | 93.4           | 252        | 104           | 148           | 5626                     | 1                    | 188        | 650        | 108        |
| 1990                                                                            | 1 616 000            | 1 729 000 | 93.5           | 260        | 146           | 114           | 6215                     | 1                    | 187        | 500        | 109        |
| 1999                                                                            | 911 000              | 1 620 000 | 56.2           | 265        | 153           | 112           | 3437                     |                      | 160        | 315        | 118        |
| 2000                                                                            | 922 000              | 1 640 000 | 56.2           | 245        | 151           | 94            | 3763                     |                      | 132        | 307        | 120        |
| 2001                                                                            | 900 000              | 1 600 000 | 56.3           | 256        | 155           | 101           | 3515                     |                      | 154        | 307        | 120        |
| 2002                                                                            | 1 485 000            | 1 650 000 | 90.0           | 265        | 137           | 128           | 5603                     |                      | 196        | 305        | 121        |
| 2003                                                                            | 1 485 000            | 1 650 000 | 90.0           | 243        | 153           | 90            | 6111                     | 2                    | 161        | 205        | 121        |
| 2004                                                                            | 1 501 620            | 1 700 000 | 88.3           | 226        | 149           | 77            | 6644                     | 2                    | 127        | 141        | 121        |
| 2014                                                                            | 1 710 000            | 1 924 000 | 88.9           | 248        | 175           | 73            | 6895                     | 3                    | 114        | 235        | 123        |
| 2017                                                                            | 1 765 000            | 1 986 000 | 88.9           | 251        | 178           | 73            | 7031                     | 3                    | 105        | 235        | 123        |
| 2020                                                                            | 1 817 000            | 2 045 750 | 88.8           | 248        | 178           | 70            | 7326                     | 5                    | 92         | 200        | 125        |
| Fuente: Catholic-Hierarchy, que a su vez toma los datos del Anuario Pontificio. |                      |           |                |            |               |               |                          |                      |            |            |            |

## Episcopologio
- Antonio Caggiano † (13 de septiembre de 1934-15 de agosto de 1959 nombrado arzobispo de Buenos Aires)
- Silvino Martínez † (21 de septiembre de 1959-27 de enero de 1961 falleció)
- Guillermo Bolatti † (11 de julio de 1961-7 de agosto de 1982 falleció)
- Jorge Manuel López † (19 de enero de 1983-20 de noviembre de 1993 retirado)
- Eduardo Vicente Mirás (20 de noviembre de 1993-22 de diciembre de 2005 retirado)
- José Luis Mollaghan (22 de diciembre de 2005-19 de mayo de 2014 nombrado miembro de la Congregación para la Doctrina de la Fe[nota 2])
- Eduardo Eliseo Martín, desde el 4 de julio de 2014[6]